# Hector et Andromaque
Pour les articles homonymes, voir Hector (homonymie) et Andromaque (homonymie).
Hector et Andromaque est une huile sur toile de Giorgio de Chirico réalisée en 1918.

## Historique
La peinture représente le passage de l'Iliade dans lequel Hector salue sa femme Andromaque avant de sortir des murs de la ville de Troie pour affronter Achille, furieux du meurtre de Patrocle par Hector. Le héros troyen fait preuve d'un fier courage, même face à ce qui aurait été une mort certaine, tandis qu'Andromaque tente par tous les moyens de retenir son mari. Cette scène est représentée par De Chirico en montrant au spectateur la toute dernière étreinte entre Hector et Andromaque.

## Description
D'après son titre, la toile représente probablement la scène d'adieux d'Hector à son épouse Andromaque.
Deux personnages humanoïdes, l'un masculin l'autre féminin sont représentés debout, se tenant par les épaules. Ce sont des mannequins fait d'éléments d'architecture ou de mécanique, équerres, plan roulés, règles. Leurs couleurs sont ocre et orangés, les têtes sont blanches. Ils sont soutenus par des éléments de bois. Le fond sombre et froid est presque lunaire. La couleur du ciel est presque noire, au niveau de l'horizon, une bande jaune vif suggère un lever de soleil. Les éléments du décor sont orangés et cubiques. Leurs ombres cependant sont orientées de façon opposée à ce que suggérerait le lever du soleil en fond.